# Every Picture Tells a Story
Every Picture Tells a Story é o terceiro álbum de estúdio do cantor Rod Stewart, lançado em Julho de 1971.
Every Picture Tells a Story foi classificado em nº 172 pela revista Rolling Stone na lista dos 500 Melhores Álbuns de Todos os Tempos.

## Faixas
Todas as faixas por Rod Stewart, exceto onde anotado.

### Lado 1
1. "Every Picture Tells a Story" (Rod Stewart, Ronnie Wood) - 6:01
2. "Seems Like a Long Time" (Theodore Anderson) - 4:02
3. "That's All Right" (Arthur Crudup) - 3:59
4. "Amazing Grace" (Tradicional, arranjos por Rod Stewart) - 2:03
5. "Tomorrow Is a Long Time" (Bob Dylan) - 3:43

### Lado 2
1. "Link Music - Henry's Time" (Martin Quittenton) - 0:32
2. "Maggie May" (Rod Stewart, Martin Quittenton) - 5:16
3. "Mandolin Wind" - 5:33
4. "(I Know) I'm Losing You" (Norman Whitfield, Eddie Holland, Cornelius Grant) - 5:23
5. "Reason to Believe" (Tim Hardin) - 4:06

## Paradas
| Paradas (1971) | Posição |
| -------------- | ------- |
| Billboard 200  | 1       |

## Créditos
- Rod Stewart - Vocal
- Ronnie Wood - Guitarra, baixo
- Sam Mitchell - Guitarra
- Martin Quittenton - Guitarra acústica
- Micky Waller - Bateria
- Pete Sears - Piano
- Ian McLagan - Órgão
- Danny Thompson - Baixo
- Andy Pyle - Baixo
- Dick Powell - Violino